# Kultura Tierradentro

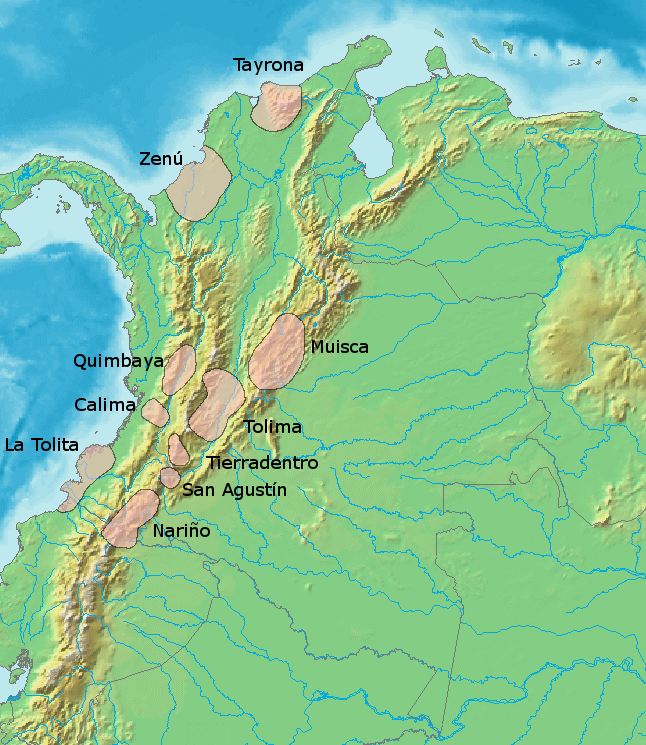
Prekolumbijskie kultury na obszarze współczesnej Kolumbii (obszar kultury Tierradentro na południowy zachód od Bogoty)

Kultura Tierradentro – kultura prekolumbijska z terenu współczesnej Kolumbii, rozwijająca się od 1000 p.n.e. do XVI wieku n.e.

## Położenie geograficzne. Współcześni mieszkańcy
Kultura ta rozwijała się na obszarze między górnym biegiem rzeki Magdaleny a rzeką Cauca, w górnym dorzeczu głównego dopływu Magdaleny, rzeki Páez. Tereny te obejmują dwie współczesne gminy Inzá i Páez, tworzące prowincję Tierradentro w kolumbijskim departamencie Cauca. Obszar ten zajmuje około 3 tysiące km² i pokryty jest górami poprzecinanymi głębokimi wąwozami.
Obszary te są zasiedlone obecnie przez Indian Páez, którzy przybyli na te tereny już po pojawieniu się hiszpańskich konkwistadorów.

## Fazy rozwojowe
Okresy rozwoju kultury Tierradentro:
- Wczesny (1000 p.n.e. – 150 n.e.): Około 1000 p.n.e. tereny nad rzeką Páez zostały zasiedlone przez społeczność rolniczą. Ludność ta żyje w społecznościach rozproszonych, nie tworząc żadnych większych ośrodków.
- Średni (150-900 n.e.): Dochodzi do stopniowego wzrostu liczby ludności, przy czym dochodzi do większej koncentracji ludności, szczególnie wokół źródeł wody i w pobliżu pól uprawnych.
- Późny (900-1600 n.e.): Liczba ludności nadal rośnie, powstają nowe osiedla, a w starych rośnie liczba ludności. Zajmowane są także nowe tereny, wcześniej niezamieszkane.

## Zajęcia ludności
Ludność trudniła się głównie rolnictwem i rzemiosłem. Zajmowano się również myślistwem, rybołówstwem śródlądowym i zbieraniem owoców. Uprawiano kukurydzę, jukę, dynię, fasolę, papaję.

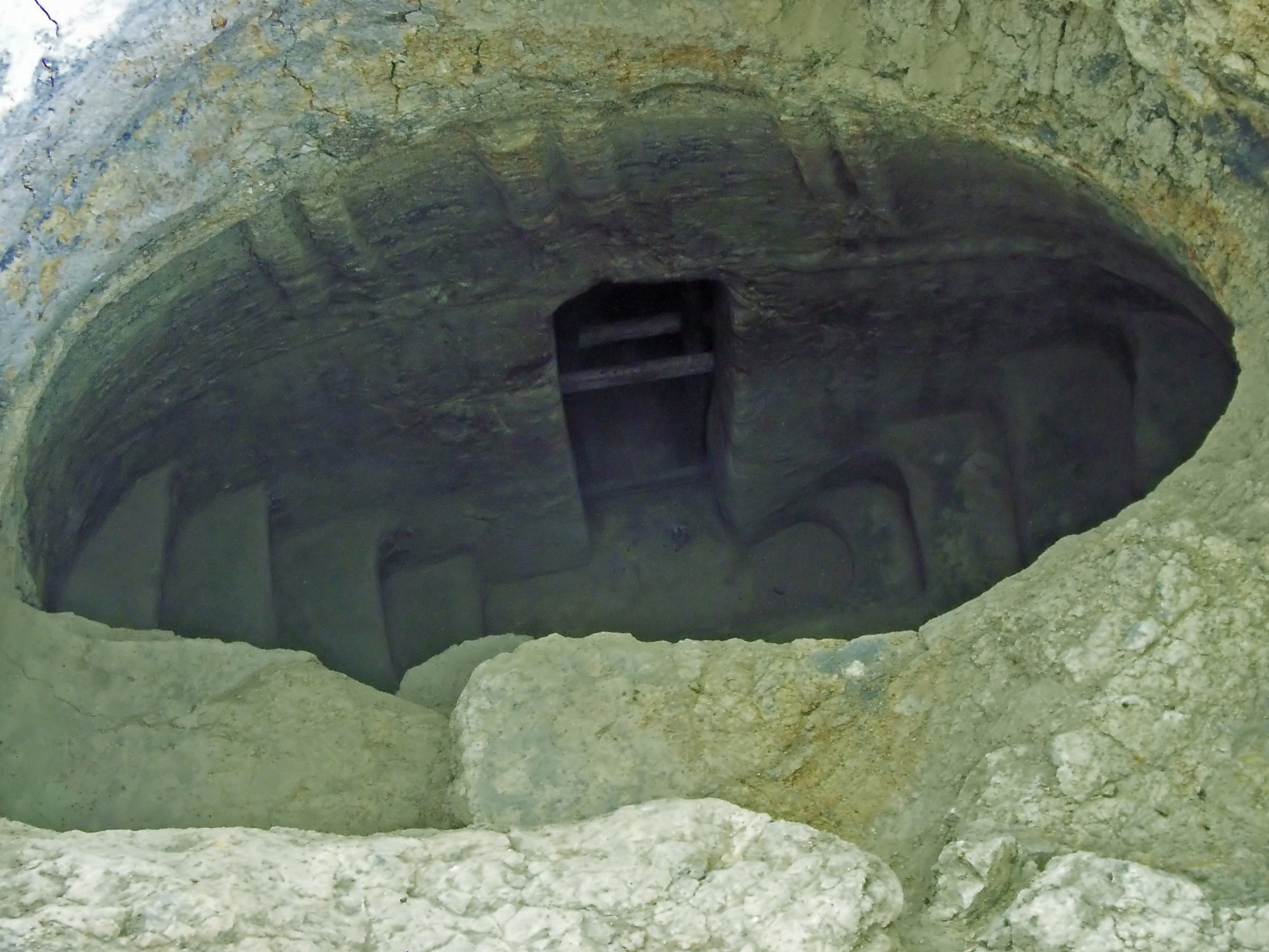
Wejście do podziemnego grobowca ze spiralnie wijącymi się schodami

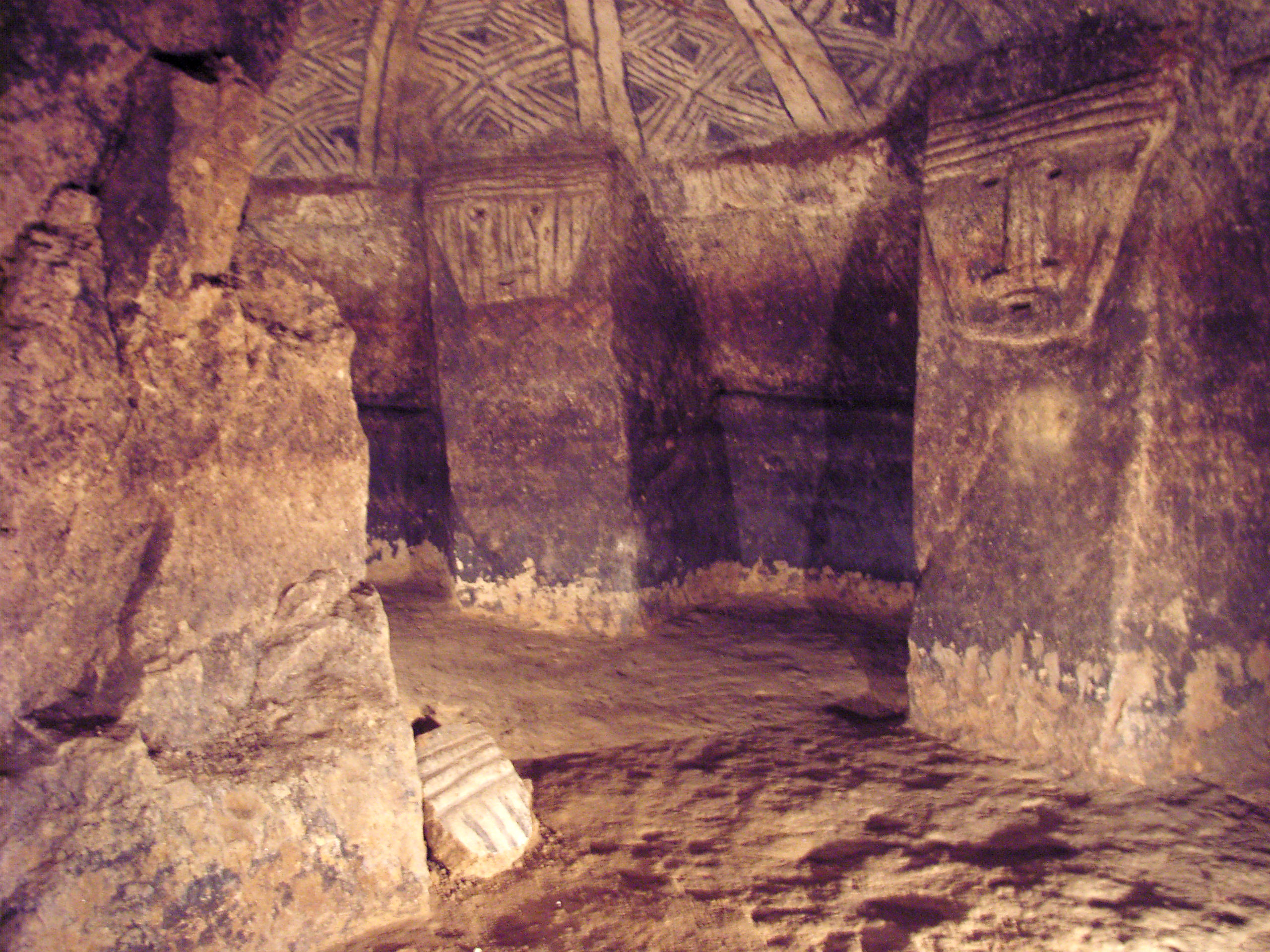
Komora grobowa z malowidłami na ścianach

## Podziemne grobowce. Praktyki pogrzebowe
Cechą charakterystyczną tej kultury jest budowa podziemnych grobowców, drążonych w skałach na głębokości od 2,5 do 7 m, do których prowadziły schody wykute w kamieniu o układzie spiralnym, zygzakowym lub prostym. Zachowane do czasów współczesnych groby mają kształt okrągły lub owalny o średnicy od 2,5 do 12 m. Położone są na zboczach i szczytach gór. Należą do typu grobów szybowo-komorowych i składają się z pionowego szybu i komory lub komór bocznych, przeznaczonych na pochówki. Kopułowate sufity większych krypt podtrzymywane są przez dwie lub trzy masywne, wolno stojące kolumny, natomiast ściany wzmocnione są kilkoma pilastrami, między którymi powstały nisze. Grobowce były ozdobione malowidłami ściennymi z motywem liści palmowych (liście palmowe przykrywały dachy domów członków tej społeczności) i figurami geometrycznymi, motywami abstrakcyjnymi i innymi, reprezentującymi głowy zoomorficzne i antropomorficzne. Kolorystyka tych malowideł to głównie czerwień i czerń (symbolizujące odpowiednio życie i śmierć), rzadziej oranż, na białym tle ścian pokrytych warstwą cementu.
W grobowcach, których odkryto w sumie około stu, umieszczano przede wszystkim urny grobowe, zawierające popioły ważnych zmarłych (wodzów i kapłanów), do 40 takich urn w jednym. Grobowce te były wykorzystywane wielokrotnie – co jakiś czas je otwierano, aby umieścić w nich kolejne urny z popiołami zmarłych.
Wyposażenie grobów było uzależnione od pozycji społecznej zmarłego, jego statusu majątkowego, upodobań i relacji między nim a społecznością lokalną jeszcze za jego życia. W grobach wysoko postawionych członków społeczności było więcej starannie wykonanych i zdobionych naczyń ceramicznych, w pochówkach prostych ludzi dominują proste naczynia ceramiczne, takie jak garnki trójnożne, na co dzień używane do przygotowania posiłków. Takie zróżnicowanie wyposażenia grobowego świadczy także o istnieniu różnych warstw społecznych wśród ludności kultury Tierradentro.
Podziemne grobowce kultury Tierradentro zostały wybudowane najprawdopodobniej między 1200 a 1400 n.e. (choć wcześniej uważano, że pochodzą z pierwszego tysiąclecia n.e.) i są wyjątkowymi obiektami tego rodzaju na terenie obu Ameryk, jeśli chodzi o skoncentrowanie obiektów w jednym rejonie i złożoność architektoniczną konstrukcji.

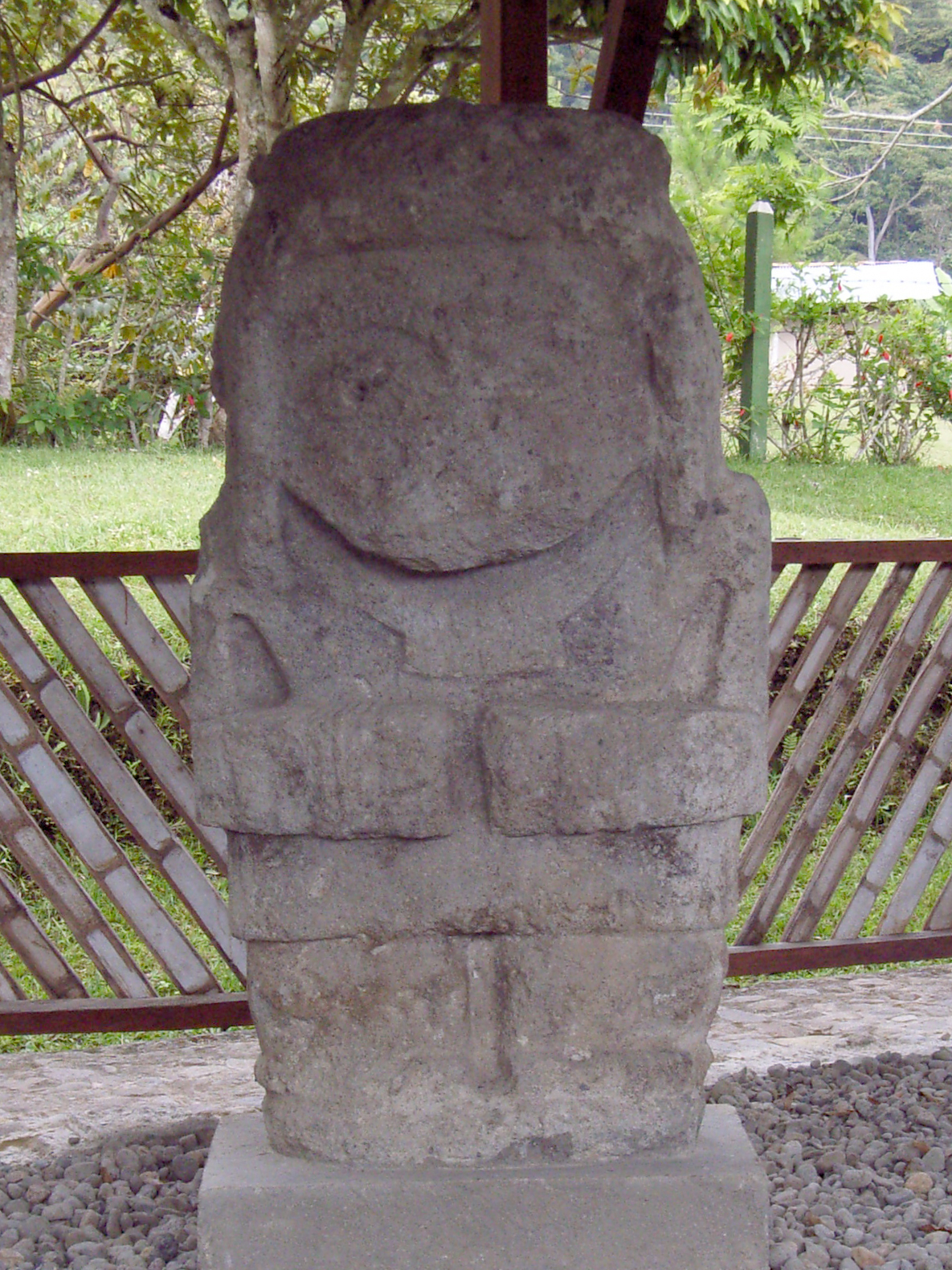
Jeden z kamiennych posągów – pozostałość po kulturze Tierradentro

## Rzeźba
Na terenach kultury Tierradentro odkryto także wiele kamiennych posągów monolitycznych podobnych do posągów kultury San Augustin, co prawdopodobnie wiązało się z podobnymi koncepcjami religijnymi, wyznawanymi przez oba społeczeństwa oraz kontaktami między obu kulturami. Największe z rzeźb zostały odkryte w El Tablón. Posągi wykonane zostały ze skały wulkanicznej i mają od 1 do 2,5 m wysokości. Przedstawiają postacie ludzkie obu płci z nieproporcjonalnie dużymi głowami i kończynami górnymi ułożonymi na piersiach. Żaden z tych posągów nie został odnaleziony przez odkrywców w grobowcach, natomiast większość z nich znajdowała się na dnie doliny z rozbitymi lub uszkodzonymi głowami.

## Ceramika
Ceramika Tierradentro wykazuje podobieństwa do ceramiki kultury San Augustin. Wiele jej egzemplarzy zostało znalezionych po odkryciu podziemnych grobowców, przy czym były rozbite, a ich kawałki zalegały podłogi krypt. Najbardziej popularnymi jej przedstawicielami są urny grobowe, dzbany, kubki, garnki proste i trójnożne. Urny były dekorowane wzorami geometrycznymi oraz uproszczonymi przedstawieniami ludzi i zwierząt (które wiąże się obecnie z kultem płodności), kubki, używane prawdopodobnie w celach kultowych, były ozdobione rysunkami w kolorze czarnym, rzadziej ceramikę ozdabiano dwukolorowymi rysunkami o cechach malarstwa negatywowego. Garnki i dzbany nie posiadały żadnych zdobień malarskich. Spotyka się także metate (kamienie do mielenia kukurydzy), a także narzędzia i przedmioty zdobione motywami magicznymi i religijnymi, wykonane w kamieniu i muszli.

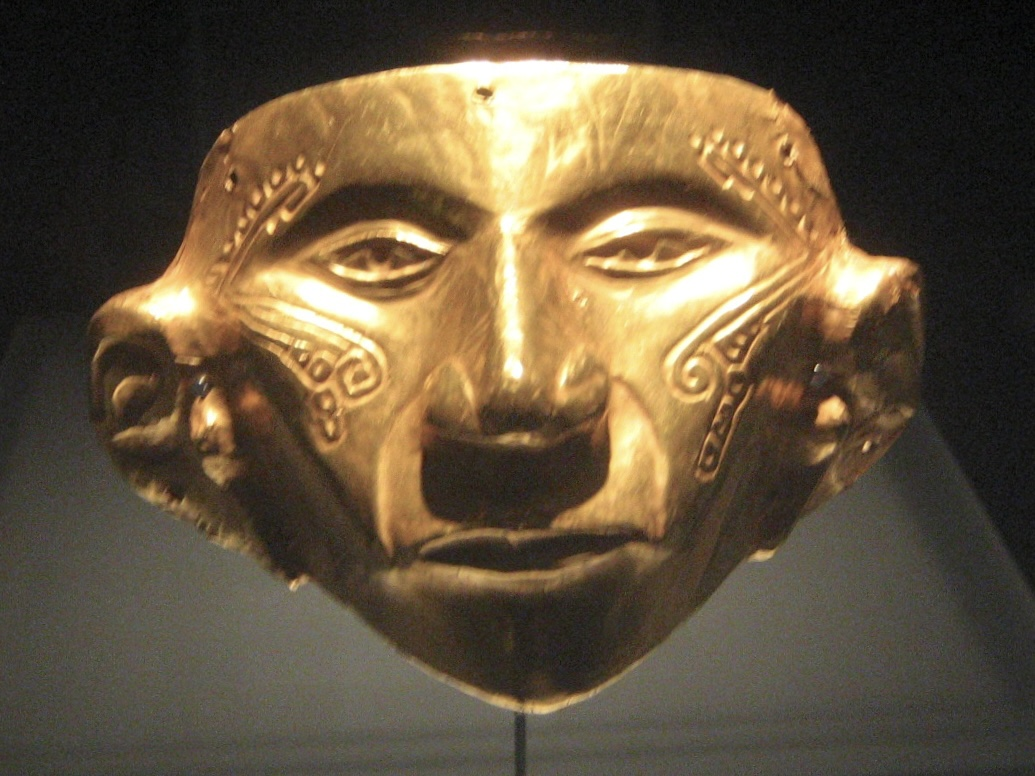
Złota maska, Muzeum Złota w Bogocie

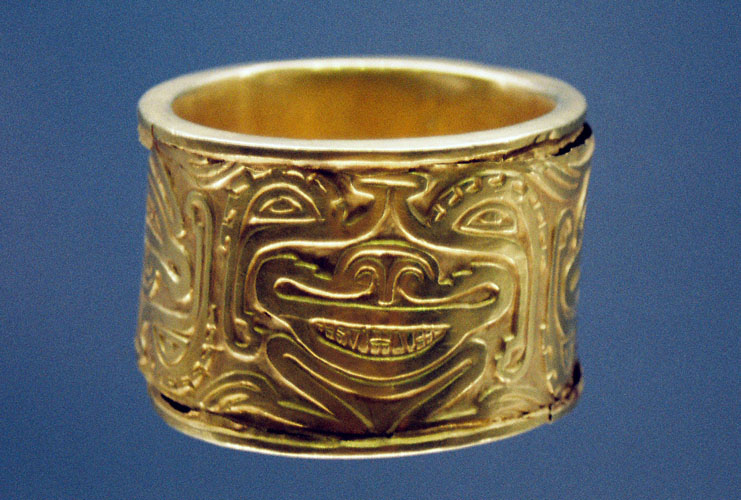
Złota bransoleta, Muzeum Złota w Bogocie

## Złotnictwo
Mało poznana jest sztuka złotnicza kultury Tierradentro, prawdopodobnie w związku z grabieżą grobowców, chociaż ojciec Juan de Santa Gertrudis w 1757 opisał odkrycie wspaniałych grobowców ze złotymi figurkami zwierząt – tygrysów, małp, węży i żab. Często spotykane są też złote figurki jaguara. Te eksponaty, które się zachowały, wskazują na wysoki poziom sztuki złotniczej  kultury Tierradentro, ukierunkowanej przede wszystkim na wytwarzanie przedmiotów służących celom kultowym lub pogrzebowym.

## Poznawanie kultury Tierradentro
Tereny te dla Europejczyków odkrył w 1537 Sebastián de Belalcázar, natomiast pierwsze informacje o znaleziskach archeologicznych, przede wszystkim podziemnych grobowcach na tych terenach, opisał wspomniany wyżej franciszkański zakonnik ojciec Juan de Santa Gertrudis w swoim dziele Maravillas de la Naturaleza (pol. Cuda Natury). Na dokładniejszy opis trzeba było czekać do końca XIX wieku, kiedy to zabytki zostały po raz pierwszy naukowo zbadane przez Carlosa Cuervo Márqueza i opisane w jego dziele Estudios Arqueológicos y Etnográficos. Regularna eksploracja stanowisk archeologicznych rozpoczęła się w 1936 i zapoczątkowali ją geolog niemiecki Georg Bürg oraz archeolog kolumbijski Gregorio Hernández de Alba.
Współcześnie najznaczniejszą kolekcję wyrobów złotniczych artystów Tierradentro posiada Muzeum Złota w Bogocie, a na terenach tej kultury funkcjonuje Narodowy Park Archeologiczny Tierradentro wpisany na listę światowego dziedzictwa UNESCO.

### Publikacje
- Fernando Arellano: Una introducción a la Venezuela prehispánica: culturas de las naciones. Caracas: Universidad Catolica Andres Bello, 1987, s. 140-142. ISBN 980-244-006-X. [dostęp 2010-04-25]. (hiszp.).
- Wendell C. Bennett: Ancient Art of the Andes. New York: Museum of Modern Art, 1954, Reprint Edition 1966, s. 138, 140. ISBN 0-7146-2040-8. [dostęp 2010-04-25]. (ang.).
- Danny Palmerlee, Sandra Bao, Charlotte Beech: South America on a shoestring. Wyd. 9. Lonely Planet, 2004, s. 591. ISBN 1-74104-163-5. [dostęp 2010-04-25]. (ang.).
- Carlos Alberto Suárez: Colombia. Historia. Geografia. Literatura. Arte. Atlas Universal y de Colombia. Editorial Norma S.A., 2004, s. 156. ISBN 958-04-6806-0. [dostęp 2010-04-25]. (hiszp.).

### Strony WWW
- Elias Sevilla Casas: Archaelogy. Tierradentro.info. [dostęp 2010-04-27]. [zarchiwizowane z tego adresu (2010-08-22)]. (ang. • hiszp.).
- Tierradentro. Tierradentro: entre montañas. Museo del Oro – Banco de la República de Colombia. [dostęp 2010-04-27]. [zarchiwizowane z tego adresu (2007-06-09)]. (hiszp.).
- Tierradentro . En la exposición del Museo del Oro. Museo del Oro – Banco de la República de Colombia. [dostęp 2010-04-27]. [zarchiwizowane z tego adresu (2007-06-09)]. (hiszp.).
- UNESCO: National Archeological Park of Tierradentro – Advisory Body Evaluation, Decision (Report of 19th the Session of Committee). [dostęp 2010-05-01]. (ang.).